# ローラー・コースター作戦
ローラー・コースター作戦

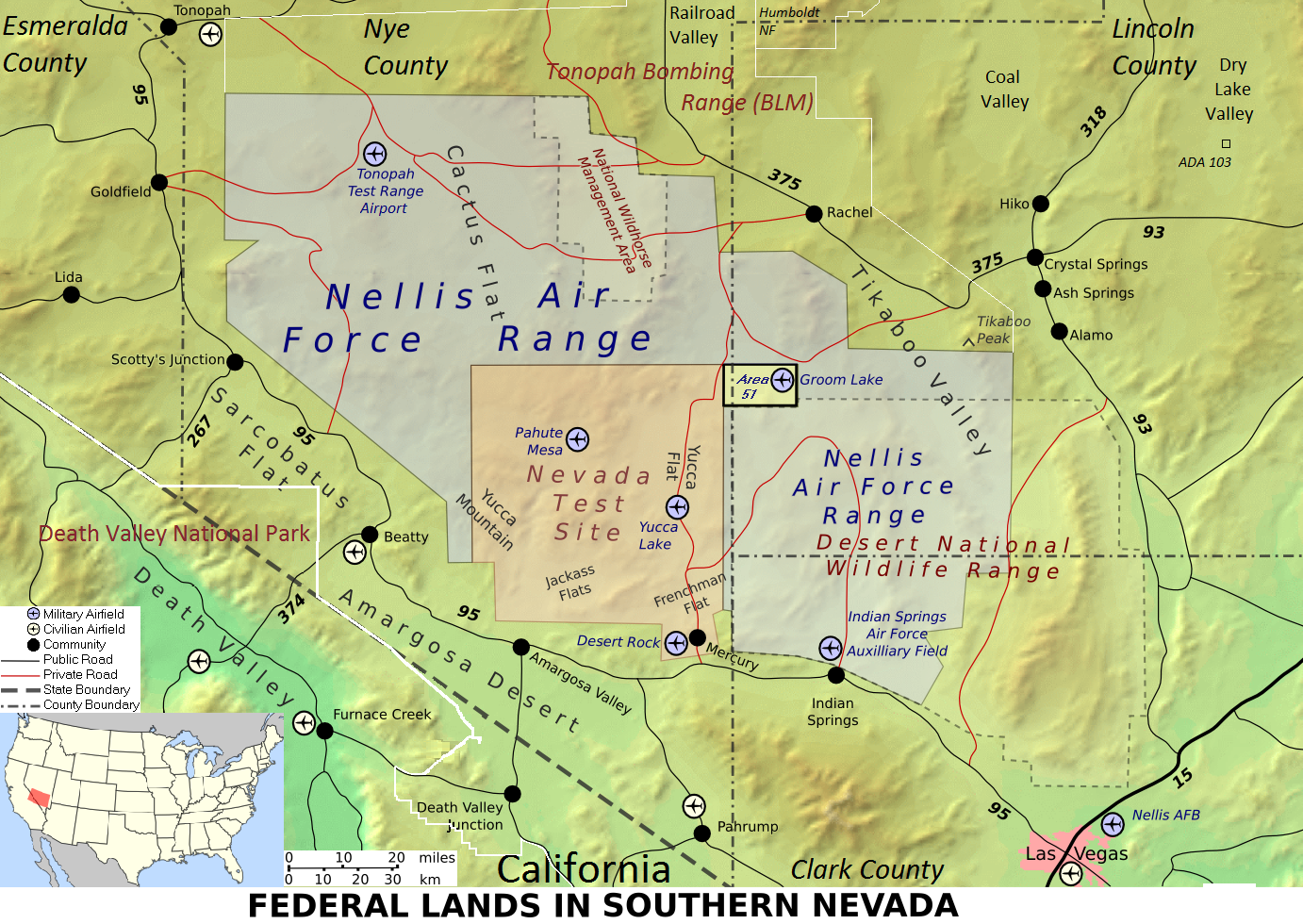
ネリス空軍射爆場の地図

は、1963年にネリス空軍射爆場で行われた4回の核実験である。この実験は、保管及び輸送時の事故によるプルトニウムの拡散に対する検証として行われ、核爆発を伴わないものであった。
本作戦で行われた4回の実験詳細は以下の通り。
| 実験名                                  | 実施日        | 核出力 |
| --------------------------------------- | ------------- | ------ |
| ダブル・トラックス (DOUBLE TRACKS)      | 1963年5月15日 | 0      |
| クリーン・スレートI (CLEAN SLATE I)     | 1963年5月25日 | 0      |
| クリーン・スレートII (CLEAN SLATE II)   | 1963年5月31日 | 0      |
| クリーン・スレートIII (CLEAN SLATE III) | 1963年6月9日  | 0      |